# Le Fils du Flibustier
Le Fils du Flibustier és una pel·lícula muda francesa dirigida per Louis Feuillade el 13 d'octubre de 1922.
La pel·lícula consta de dues èpoques (l'època dels bucaners i l'època contemporània) de dotze episodis.

## Sinopsi

### 1. Le Fils du Flibustier
L'illa de Santo Domingo, a l'època del filibusters. Al cabaret Frère de la Côte dirigit pel pare Binic i la seva encantadora filla Bertrande, els bucaners gasten el seu or abans de tornar a embarcar-se. Durant un viatge de pesca, salven Yves le Paimpolais, un mariner bretó aferrat a un naufragi. El valent supervivent els explica que havien estat capturats pels espanyols abans d'aconseguir escapar, una història que desperta l'admiració dels bucaners. El nomenen com a líder després d'un duel just que veu morir el seu comandant Mathias per la mà del bretó. Dirigint dotze homes durant una cursa contra els espanyols, Yves le Paimpolais va acabar apoderant-se amb èxit del Santa Cruz, el vaixell hispà on havia estat mantingut en captivitat.

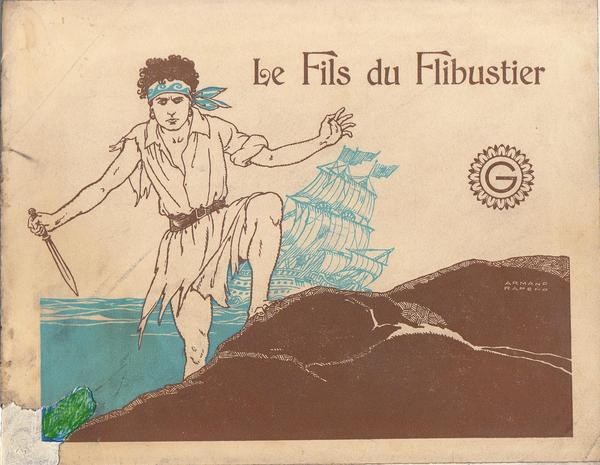
Yves le Paimpolais vportada il·lustrada del dossier de premsa de la pel·lícula.
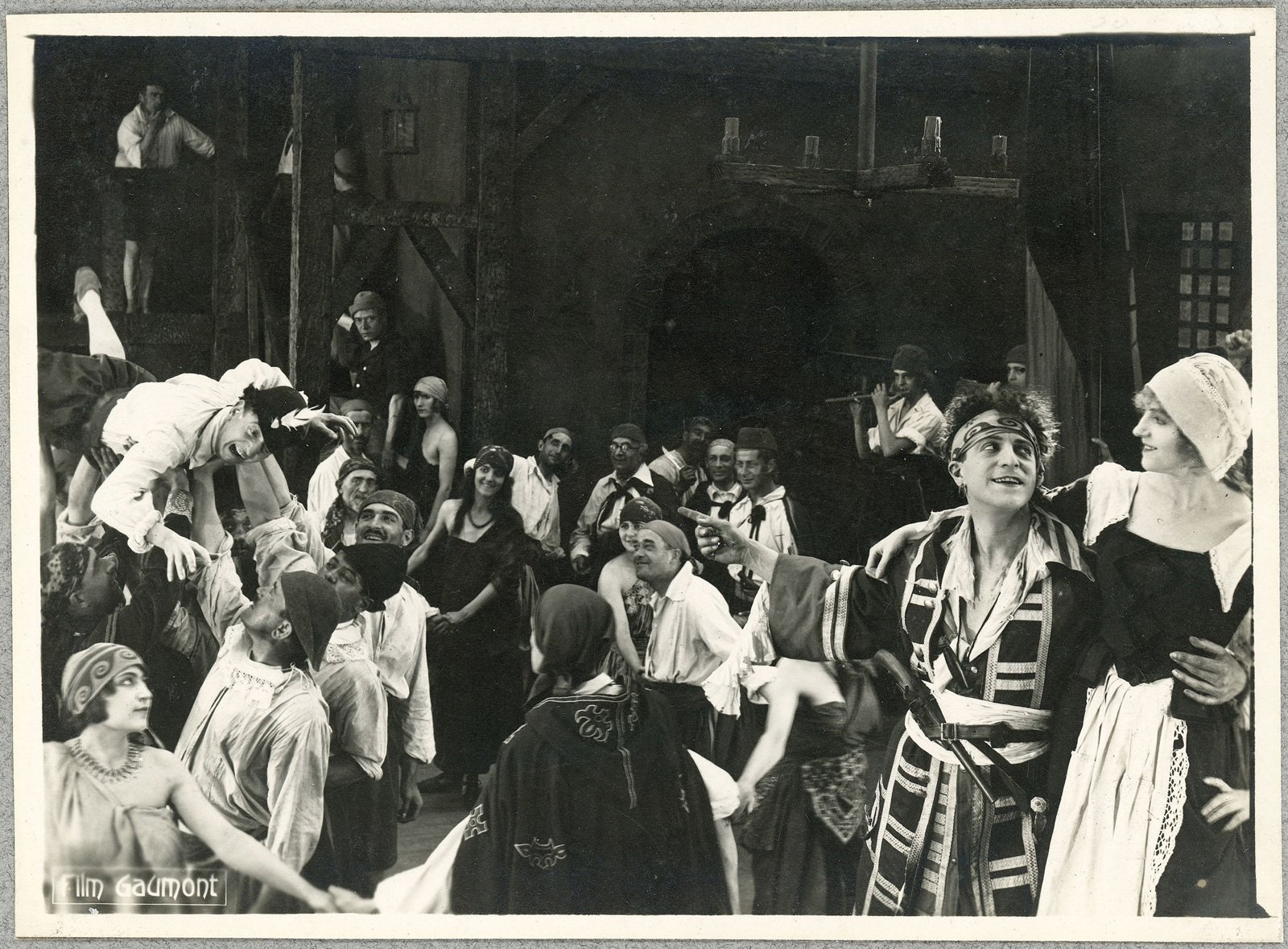
Els filibusters, Yves le Paimpolais i Bertrande al cabaret del Frère de la Côte.

### 4. Maman

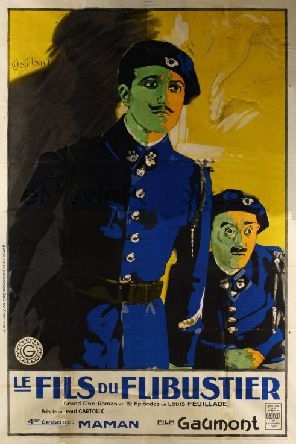
Cartell de l'episodi Maman.

### 5. La Noce d'Anaïs

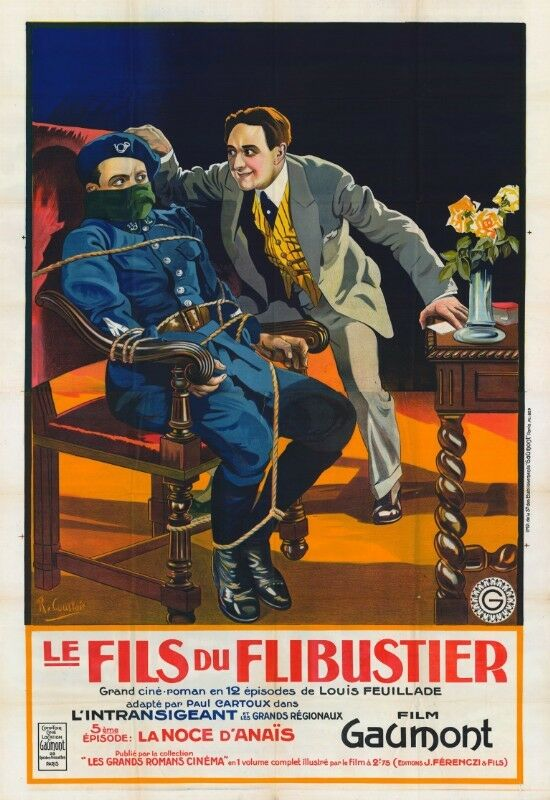
Cartell de l'episodi La Noce d'Anaïs.

### 10. Le Revenant de Saint-Fons

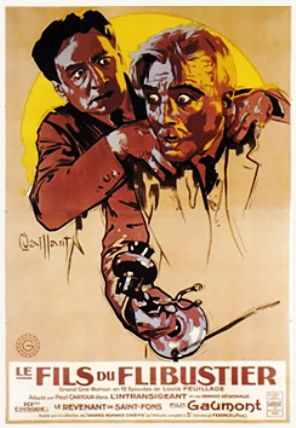
Cartell de l'episodi Le Revenant de Saint-Fons.

### 12. Le Testament

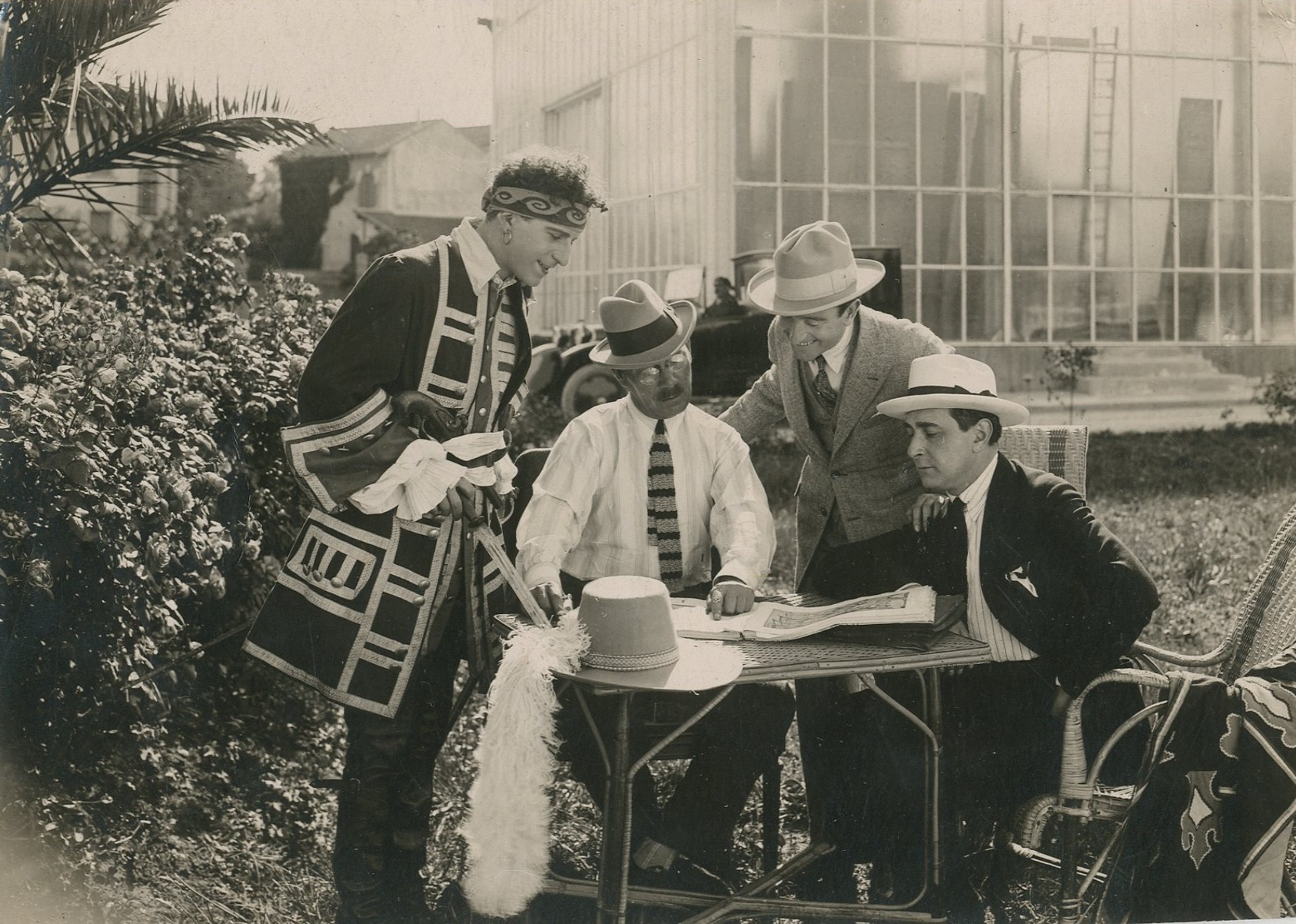
D'esquerra a dreta : Aimé Simon-Girard, Louis Feuillade, Georges Biscot i Fernand Herrmann.

## Repartiment
- Bernard Derigal : Malestan
- Aimé Simon-Girard : Yves le Paimpolais / el sergent Jacques Lafont
- Georges Biscot : Miraut / Ernest Pacoulin
- Sandra Milowanoff : Bertrande / Josette Bernard
- Henri-Amédée Charpentier : el cabareter Binic / el doctor Perdonnel
- Fernand Herrmann : Mathias, cap dels filibusters / Montbrun el boig
- Lise Jaux : Marinette